# Нэш, Гэри
Гэри Нэш (англ. Gary B. (Baring) Nash; 27 июля 1933, Филадельфия, Пенсильвания или Мерион-Стейшен, Пенсильвания — 29 июля 2021, Лос-Анджелес, Калифорния) — американский социальный историк, специализировался на расовой, классовой и динамике власти в американской истории, специалист по ранней Америке (США); активист против расизма. Доктор философии (1964), заслуженный исследовательский профессор (эмерит) Калифорнийского университета в Лос-Анджелесе, один из его ведущих ученых, преподавал там порядка полувека. Член Американского философского общества (2000). На протяжении 18 лет являлся директором-основателем National Center for History in the Schools (1994—2013).

## Биография и творчество
Родился в белом и консервативном среднеклассовом (высшей его прослойки) пригороде Филадельфии. Его отец работал менеджером по продажам в General Electric, а мать была домохозяйкой.
Окончил Принстон как бакалавр B.A. (1955), и там же получил докторскую степень (под началом Фрэнка Крэйвена) — и ту и ту получил по истории; у него был трехлетний перерыв на службу во флоте офицером (будет оставаться резервистом ВМФ с 1958 по 1965). После получения докторской еще год преподавал в альма-матер. С 1966 — на кафедре истории Калифорнийского университета в Лос-Анджелесе, вскорости, с 1972, уже фул-профессор; с 1994 в отставке, однако и затем продолжил работать там; являлся деканом Совета по развитию образования. Добивался повторного приема на работу в университет активистки Анджелы Дэвис — возглавлял комитет ее защиты.
В 1992-96 сопредседатель National History Standards Project (см. National Standards for United States History).
Член-основатель и попечитель National Council for History Education, зампредом которого также являлся.
Член Американской академии искусств и наук (1997). Президент Организации американских историков (1994-95).
Его называют центральной фигурой в культурных войнах, охвативших США в 1990-е годы; согласно NYT, он «поневоле стал национальной знаменитостью в середине 1990-х годов, когда его работа над набором национальных стандартов истории сделала его мишенью для Раша Лимбо, Линн Чейни и других видных консерваторов». Там же отмечалось, что еще до того Нэш «широко считался ведущей фигурой в так называемой истории новых левых, которая отвергала традиционное внимание этой дисциплины к элитам как движущим силам истории — в пользу обычных людей».
Как высказывался его друг-профессор Stanley Nider Katz: «Гэри был известен своим подходом к истории „снизу вверх“, подчеркивающим роль простых людей, а не великих людей или отцов-основателей, как движущей силы исторических перемен». Умер от рака толстой кишки. Осталась вдова, четверо детей и девять внуков. Его первый брак окончился разводом.
Отмечен престижной UCLA Distinguished Teaching Award (1990?1). Существует мемориальный фонд его имени. Его карьера началась и завершилась изучением квакеров, чему были посвящены его диссертация и первая книга — и им же была посвящена и его последняя книга. Часто публиковался в William and Mary Quarterly.
Автор 33 книг, в числе которых:
- Quakers and Politics: Pennsylvania, 1681—1726 (1968) — его первая книга, она вышла на основе его докторской диссертации
- Class and Society in Early America (1970)
- Red, White, and Black: The Peoples of Early America (Prentice Hall, 1974; одна из его наиболее известных книг[14], выдержала семь изданий, переводилась на испанский[15])
- The Private Side of American History: Readings in Everyday Life (1975)
- The Urban Crucible: Social Change, Political Consciousness and the Origins of the American Revolution (Harvard Univ. Press, 1979) — указывается как его magnum opus, выходила в финал Пулитцеровской премии по истории, удостоилась Silver Prize от Commonwealth Club of California[англ.][15]
- Race, Class, and Politics: Essays on American Colonial and Revolutionary Society (1986)
- Forging Freedom: The Formation of Philadelphia’s Black Community, 1720—1840 (1988)
- American Odyssey: The United States in the Twentieth Century (1991)
- First City: Philadelphia and the Forging of Historical Memory (2002)
- The Unknown American Revolution: The Unruly Birth of Democracy and the Struggle to Create America (2005)
- African American Lives: The Struggle for Freedom (2005)
- The Forgotten Fifth: African Americans in the Age of Revolution (2006)
- Warner Mifflin: An unflinching abolitionist (2017)

В 2011 соредактор Revolutionary Founders: Rebels, Radicals, and Reformers in the Making of the Nation.
Соавтор учебника The American People: Creating a Nation and a Society (Harper & Row, 1986, неоднократно переиздавался).